# Lago de Güija
O Lago Güija é um lago da América Central que estabelece parte da fronteira entre a Guatemala e El Salvador. Este lago tem uma área de 45 km ² dos quais aproximadamente 32 km ² encontram-se em El Salvador.